# Christoph Burmann
Christoph Burmann (* 1962 in Damme) ist ein deutscher Wirtschaftswissenschaftler, insbesondere im Bereich Markenmanagement und Marketing.

## Leben
Nach seinem Abitur 1982 am Albert-Schweitzer-Gymnasium in Wolfsburg leistete Christoph Burmann seinen Wehrdienst ab. Von 1983 bis 1984 und 1986 bis 1989 studierte Burmann Betriebswirtschaft in Münster. Von 1984 bis 1986 war er in der Werbeagentur Ogilvy & Mather in Kapstadt für strategische Planung zuständig. Von 1989 bis 2002 war er wissenschaftlicher Mitarbeiter am Institut für Marketing in Münster. Im Jahr 1993 promovierte er zum Dr. rer. pol, sein Dissertationsthema lautete Fläche und Personalintensität als Erfolgsfaktoren im Einzelhandel. 2002 vollendete er seine Habilitationsarbeit über das Thema Strategische Flexibilität und Strategiewechsel als Determinanten des Unternehmenswertes. Seitdem ist er Inhaber des Stiftungslehrstuhls für Allgemeine Betriebswirtschaftslehre, insbesondere für Innovatives Markenmanagement (LIM*), an der Universität Bremen.
Burmann ist unter anderem Mitglied im Beirat der Messe Bremen sowie Mitglied im Aufsichtsrat der Keylens AG in Düsseldorf. Er ist Kurator der Initiative Neue Soziale Marktwirtschaft.
Christoph Burmann ist Großneffe von Fritz Burmann.

## Schriften
- Heribert Meffert, Christoph Burmann, Martin Koers: Markenmanagement: Identitätsorientierte Markenführung und praktische Umsetzung. Gabler, Wiesbaden 2005, ISBN 3409218211
- Heribert Meffert, Christoph Burmann, Manfred Kirchgeorg, Maik Eisenbeiß: Marketing: Grundlagen marktorientierter Unternehmensführung. Konzepte – Instrumente – Praxisbeispiele, 13. Auflage (Meffert Marketing Edition), Springer Gabler, Wiesbaden 2019, ISBN 978-3-658-21195-0